# Джонні Шайнс
Джо́нні Шайнс (англ. Johnny Shines), повне ім'я Джон Нед Лі Шайнс-молодший (англ. John Ned Lee Shines, Jr.; 26 квітня 1915, Фрейзер, Теннессі — 20 квітня 1992) — американський блюзовий співак і гітарист. Член Зали слави блюзу (1992).

## Біографія
Народився у Фрейзері (штат Теннессі). Син Джона Шайнса і Вірнетер «Ві» Фрезіер. З 6 років мешкав у Мемфісі. На половину з музичної сім'ї, він навчався гри на гітарі у своєї матері й підлітком, натхненний прикладом Чарлі Паттона, Блайнд Лемон Джефферсона, Лонні Джонсона і молодого Гауліна Вулфа, грав разом зі своїми друзями на вулиці. У 1932 році переїхав в Г'юз (штат Аризона) і почав працювати навспільником, продовжуючи займатися музикою на стороні, а в 1935 році вирішив спробувати себе вже як професійний музикант. У 1934 році Джонні познайомився з Робертом Джонсоном і почав супроводжувати Джонсона в його мандрах по маршруту придорожніх закусочних півдня, виступаючи скрізь, де можна було влаштувати ангажемент; їдучи все більше на північ, вони дісталися до Віндзора (Онтаріо), де з'явилися в місцевій радіопрограмі. Після 3-х років спільних подорожей, які дуже зблизили Шайнса з Джонсоном, їхні шляхи розійшлись в Арканзасі в 1937 році, а в 1938 році Джонсон помер.
Шайнс продовжував виступати на півдні впродовж декількох років, а в 1941 році вирішив вирушити на північ в надії підшукати роботу в Канаді, а там вже сісти на корабель до Африки. Замість цього, коли він приїхав до Чикаго, його кузен відразу ж запропонував йому роботу на будівництві, і Шайнс залишився. Він почав виступати на місцевій блюзовій сцені, і тут в 1946 року зробив свої найперші записи — чотири пісні для Columbia Records, які лейбл не погодився випустити. 23 жовтня 1950 року він з'явився на Chess Records, зробивши записи під псевдонімом Шу Шайн Джонні («Joliet Blues»/«So Glad I Found You»), однак їхній випуск був скасований. Весь цей час він перебував у пошуку роботи як музикант для концертних виступів або сесійних записів. У 1952–1953 роках зробив декілька записів для лейблу J.O.B. (з Біг Волтер Гортоном на гармоніці), які стали однією з найкращих робіт Шайнса. Втім вони виявились комерційно невигідними і недооціненими, і Шайнс був вимушений повернутися до своїх обов'язків сесійного музиканта. У 1958 році, втомившись від перипетій музичного бізнесу, вирішив продати своє обладнання і пов'язати життя тільки з будівництвом, на якому увесь цей час продовжував працювати.
Однак, Шайнс усе ще залишався залученим на місцевій блюзовій сцені — він працював фотографом на концертах і продавав знімки постійним покупцям як сувеніри. Але згодом його розшукали історики блюзу і вмовили на запис для нині класичної серії Vanguard Records Chicago/The Blues/Today!; поява Шайнса у третьому випуску в 1966 році відновила його музичну кар'єру. Наступні записи для Testament в 1966 році (Masters of Modern Blues Volume 1 разом з Біг Волтер Гортоном) і для Blue Horizon в 1968 році (Last Night's Dream) виявились більш успішними. Почав гастролювати у складі Chicago All Stars разом з Лі Джексоном, Біг Волтер Гортоном і Віллі Діксоном. Але раптом несподівано у нього померла донька, залишивши йому ростити онуків. Заклопотаний умовами їхнього виховання в міському середовищі, усією сім'єю переїхав у Тускалусу (Алабама) у 1969 році.
Коли Наталі Меттсон, студентка Університету Алабами дізналася, що він живе в цьому районі, вона запросила його грати в кав'ярню «Down Under», що знаходився на території кампуса. Шайнс грав там кілька разів сольно, а також разом зі своїм другом Міссісіпі Фредом Мак-Давеллом. Це були одні з його найбільш ранніх виступів в Алабамі після переїзду.
Наприкінці 1960-х і 1970-х років гастролював з пасинком Роберта Джонсона, Робертом Локвудом-молодшим. На початку 1970-х записувався для лейблів Biograph і Advent. Альбом 1975 року Too Wet to Plow, створений в традиціях раннього блюзу і записаний на Tomato Records, отримав багато схвальних відгуків. Також давав уроки гри на гітарі в перервах між гастролями. У 1980 році у нього стався інфаркт, через що на деякий час був змушений залишити музику, до того ж у нього з'явились проблеми з голосом. За допомогою своїх студентів, повернувся на музичну сцену, гастролюючи по Америці і Європі. У 1991 році знявся в документальному фільмі «У пошуках Роберта Джонсона» і випустив свій останній альбом Back to the Country, який нагороджений WC Handy Award. У записі альбому взяли участь Снукі Прайор і Джонні Ніколас.
У 1989 році познайомився з Кентом ДюШейном, з яким гастролював до своєї смерті. Помер 20 квітня 1992 року у 76 років в регіональному медичному центрі DHC в Тускалусі, Алабама. Того ж року був включений до Зали слави блюзу.

## Дискографія

### Альбоми
- Chicago/The Blues/Today! Vol. 3 (Vanguard, 1966); спільно з Джонні Янгом
- Masters of Modern Blues Volume 1 (Testament, 1966)
- Last Night's Dream (Blue Horizon, 1968)
- Johnny Shines with Big Walter Horton (Testament, 1969); з Біг Волтер Гортоном
- Standing at the Crossroads (Testament, 1971)
- Sittin' On Top of the World (Biograph, 1972)
- Chicago Blues Festival 1972 (Black & Blue, 1973)
- Johnny Shines and Company (Biograph, 1974)
- Recorded Live 1974 (Wolf, 1974)
- Country Blues (XTRA, 1974)
- Too Wet to Plow (Labor, 1975) з Луїзіана Редом і Шугар Блу
- Johnny Shines (Tokuma/Bourbon, 1975)
- Hey Ba-Ba-Re-Bop (Rounder, 1978) (записаний 1971; концертний)
- Traditional Delta Blues (Biograph, 1991)
- Back to the Country (Blind Pig, 1991); зі Снукі Прайором
- Mr. Cover Shaker (Biograph, 1992) (записаний 1974)

### Сингли
- «Rambling»/«Cool Driver» (J.O.B., 1952)
- «Evening Sun»/«Brutal Hearted Woman» (J.O.B., 1952)
- «My Love Can't Hide»/«Skull And Crossbones Blues» (Joliet, 1974)

### З іншими музикантами
- Midnight Jump — Санніленд Слім (Blue Horizon, 1969)
- Loaded with the Blues — у складі «Chicago Blues Allstars» (MPS, 1969)
- I Am the Blues — Віллі Діксон (Columbia, 1970)
- Hangin' On — Роберт Локвуд-молодший (Rounder, 1980)
- Mr. Blues Is Back to Stay — Роберт Локвуд-молодший (Rounder, 1981)